# Mézières-en-Gâtinais
Mézières-en-Gâtinais ist eine französische Gemeinde mit 259 Einwohnern (Stand: 1. Januar 2022) im Département Loiret in der Region Centre-Val de Loire. Sie ist Teil des Kantons Lorris im Arrondissement Montargis. Die Einwohner werden Macériens genannt.

## Geographie
Mézières-en-Gâtinais liegt etwa 40 Kilometer ostnordöstlich von Orléans. Umgeben wird Mézières-en-Gâtinais von den Nachbargemeinden Juranville im Norden, Lorcy im Osten und Nordosten, Ladon im Osten und Südosten, Ouzouer-sous-Bellegarde im Süden, Fréville-du-Gâtinais im Westen sowie Saint-Loup-des-Vignes im Nordwesten.

## Bevölkerungsentwicklung
| 1962                       | 1968 | 1975 | 1982 | 1990 | 1999 | 2006 | 2018 |
| -------------------------- | ---- | ---- | ---- | ---- | ---- | ---- | ---- |
| 283                        | 257  | 204  | 207  | 210  | 183  | 254  | 267  |
| Quellen: Cassini und INSEE |      |      |      |      |      |      |      |

## Sehenswürdigkeiten
- Kirche Saint-Benoît-et-Saint-Blaise

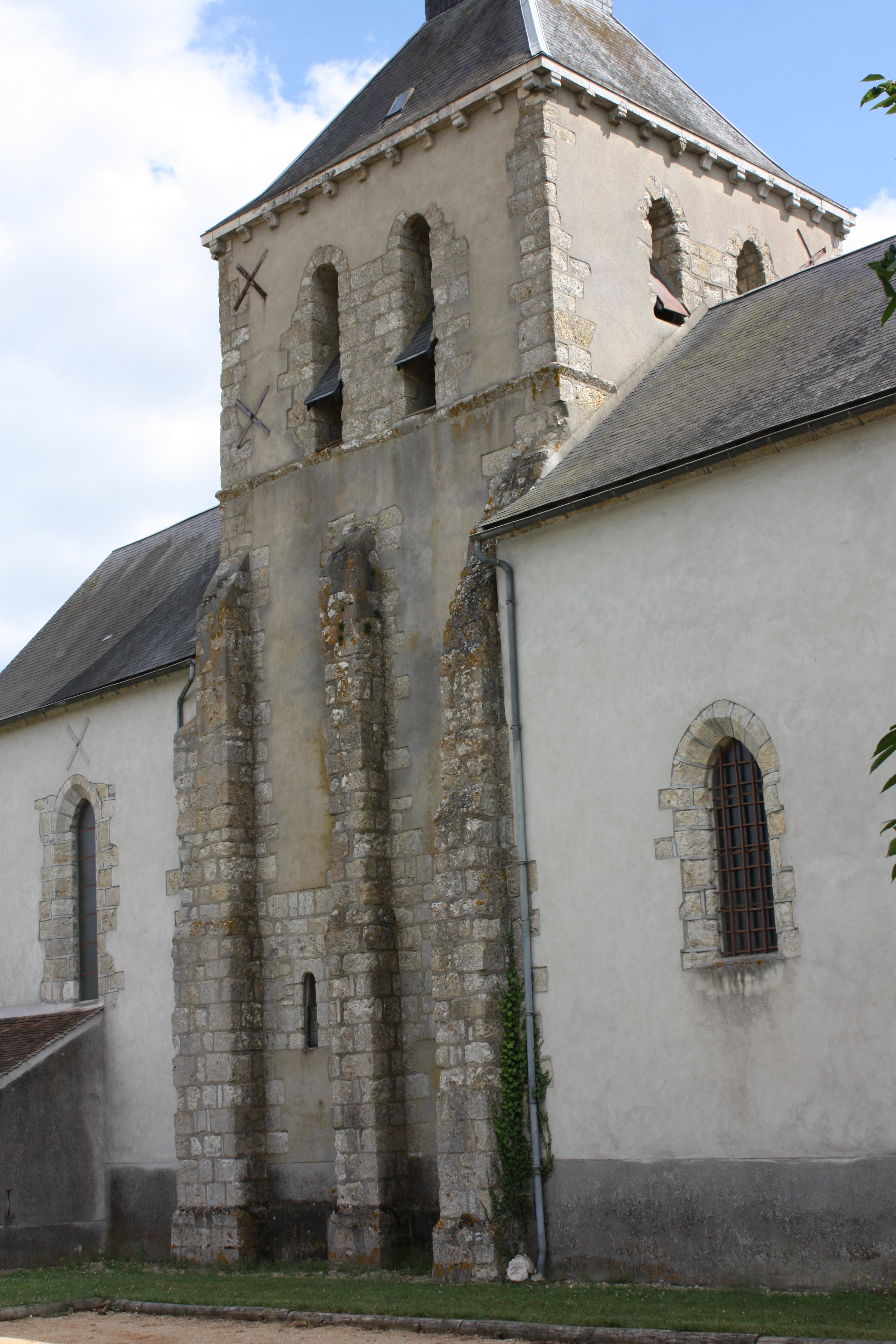
Kirche Saint-Benoît-et-Saint-Blaise